# 巴奇卡帕兰卡
巴奇卡帕兰卡（塞尔维亚语：／，發音：[bâːtʃkaː pǎlaːnka]）是位于塞尔维亚北部伏伊伏丁那地区，多瑙河左岸的一个城市。2002年，市区有人口35,000人。而全区有人口60,966人。塞尔维亚人是该市的最大族群。